# Muammar Kaddáfí
Muammar Kaddáfí či al-Kaddáfi /arabsky  audio/ (7. června 1942 Syrta, Libye – 20. října 2011 Syrta, Libye) byl voják s hodností plukovníka, který by od roku 1969 jako „Vůdce Velké revoluce z 1. září a Libyjské arabské lidové socialistické džamáhíríje“ vládcem Libye a do roku 2011 byl také jeden z nejdéle vládnoucích vůdců na světě.
Po vypuknutí povstání v únoru roku 2011 a následné vojenské intervenci mezinárodních sil v březnu roku 2011 se oblast pod jeho kontrolou zmenšila, načež začal zpět ztracené území dobývat. Během července a srpna 2011 se však situace opět obrátila a 23. srpna 2011 povstalci dobyli Kaddáfího sídlo Báb al-Azízíju, aniž by nalezli samotného diktátora. Byl stíhán Mezinárodním trestním soudem kvůli obviněním ze spáchání zločinů proti lidskosti. 20. října 2011 byl dopaden skupinou povstalců, lynčován a poté zastřelen.

## Biografie
Narodil se jako syn kočovného beduínského zemědělce v poušti nedaleko přístavního města Syrta v roce 1942 v Libyi, která byla tehdy součástí italské koloniální říše. Základní vzdělání získal v Misurátě. V období studií byl zastáncem ideologie egyptského státníka Gamála Abdula Násira a stal se zapřisáhlým odpůrcem monarchie. V roce 1961 byl vyhozen z internátní školy ve městě Sabhá za nepovolené organizování studentů a účast na demonstracích proti vystoupení Sýrie ze svazku Sjednocené arabské republiky. V témže roce zahájil studium na Libyjské vojenské akademii v Benghází. V roce 1965 byl poslán na několik měsíců do Královské vojenské akademie v Sandhurstu. Domů se vrátil v roce 1966 jako důstojník s hodností kapitána spojovacího vojska.

### Vojenský převrat
Od ledna roku 1969 začal plánovat společně se skupinou důstojníků převrat. Jeho cílem bylo zrušení monarchie a nastolení vojenské vlády. Akce byla několikrát odložena, k vypuknutí převratu tak došlo až 1. září 1969. Výsledkem bylo sesazení libyjského krále Idrise I., který byl tou dobou na léčení v Turecku. Nekrvavou cestou se Kaddáfí ujal vlády nad Libyí a nechal se jako voják s hodností plukovníka jmenovat vrchním velitelem ozbrojených sil.

### Ideologie
Režim, který v Libyi nastolil, byl ideologicky založen na takzvaném „islámském socialismu“, tedy směsi arabského nacionalismu a socialismu. Své politické názory shrnul v takzvané Zelené knize, publikované ve třech dílech mezi roky 1975 a 1979. Vyjádřil se zde k různým tématům od politiky přes společenskou morálku až po sport. Myšlenky obsažené v této knize považoval za ideál uspořádání státu i společnosti.
Jeho soukromou ochranku tvořily ženy. Pod názvem Amazonská garda ho doprovázely nejen v Libyi, ale i na důležitých zahraničních jednáních. Jeho syn Al-Sádí je aktivním fotbalistou, v roce 2007 si dokonce zahrál italskou Serii A za Sampdorii.

## Vláda

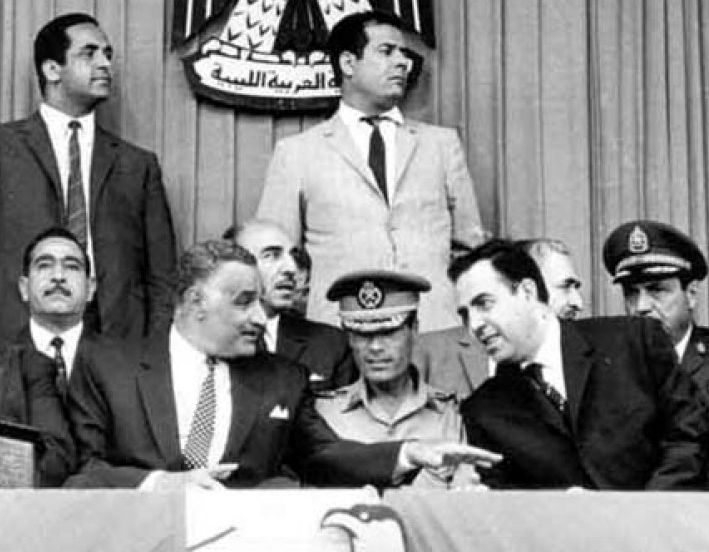
Kaddáfí na arabském summitu v Libyi v roce 1969, krátce po zářijové revoluci, která svrhla krále Idrise. Kaddáfí sedí v uniformě uprostřed s prezidentem Násirem (vlevo) a syrským presidentem al-Atasím (vpravo).

V zahraniční politice utužoval vztahy s arabskými zeměmi. V roce 1970 se jmenoval premiérem i ministrem obrany a podařilo se mu vynutit zrušení americké vojenské základny na předměstí Tripolisu a britské vojenské základny v Tobruku. Do konce téhož roku vyhnal asi 20 tisíc obyvatel italské národnosti.
Základem jeho hospodářské politiky bylo znárodnění ropných rafinérií. Zakázal také alkohol a hazardní hry. V době, kdy přebíral vládu, patřila Libye dle HDP na hlavu k jedněm z nejbohatších států světa; od kteréžto doby se poměr HDP na hlavu vůči ostatním zemím světa radikálně snížil.
Během jeho vlády, podobně jako v jiných zemích rozvojového světa, gramotnost stoupala, v případě Libye z 10 na 89 %, přičemž poslední údaj Libyi řadí mezi třetinu nejvzdělanějších zemí světa (12. ze 44 pozic).[zdroj?] Gramotnost mládeže do patnácti let je 100%, což je v rozvojových zemích běžný výsledek. Výrazně negramotnější jsou ženy – 17 % negramotných, zatímco mužů je v Libyi negramotných jen 4 %.
Co se zdravotnictví týče, Libye byla spíše světovým průměrem a ve srovnání kvality služeb s ostatními zeměmi se dle Světové zdravotnické organizace umístila na 87. příčce ze 190 zkoumaných zemí světa, přičemž zaostávala za Egyptem, Alžírskem, Tuniskem. Ačkoliv bylo zdravotnictví teoreticky bezplatné, Libyjci využívali soukromých zdravotnických zařízení či cestovali do zahraničí, aby získali adekvátní zdravotní péči, zejména v případě vážných zdravotních komplikací. Veškerá tato péče byla hrazena soukromě, přičemž v roce 2006 soukromé výdaje tvořily 23 % celkových výdajů na zdravotnictví.
Průměrný věk dožití je v Libyi dnes nejvyšší na kontinentu (muži 75 let, ženy 80 let; tedy vyšší než v České republice). Za vlády Muammara Kaddáfího byl veřejný dluh Libye nulový. Tento přínos svého ropného bohatství si Libye uchovala i po revoluci roku 2011.
V průběhu Kaddáfího vlády Libye profitovala z narůstajících cen ropy po ropné krizi roku 1973. Během jeho vlády se ekonomika nijak nediverzifikovala, až do jejího konce tvořil vývoz ropy 70 % HDP. 

Vláda Kaddáfího mimo jiné vykazovala vysokou míru korupce. Na indexu vnímání korupce je Libye na 146. místě světového žebříčku, z celkového počtu 178 zemí. Hranici mezi soukromým majetkem Kaddáfího či jeho příbuzných, a majetkem státu bylo často těžké rozlišit.
V osmdesátých letech byla zahájena stavba Velké umělé řeky, největšího zavlažovacího systému na světě podle Guinnessovy knihy rekordů, kam byla zapsána v roce 2008.

### Vztahy se zeměmi socialistického bloku

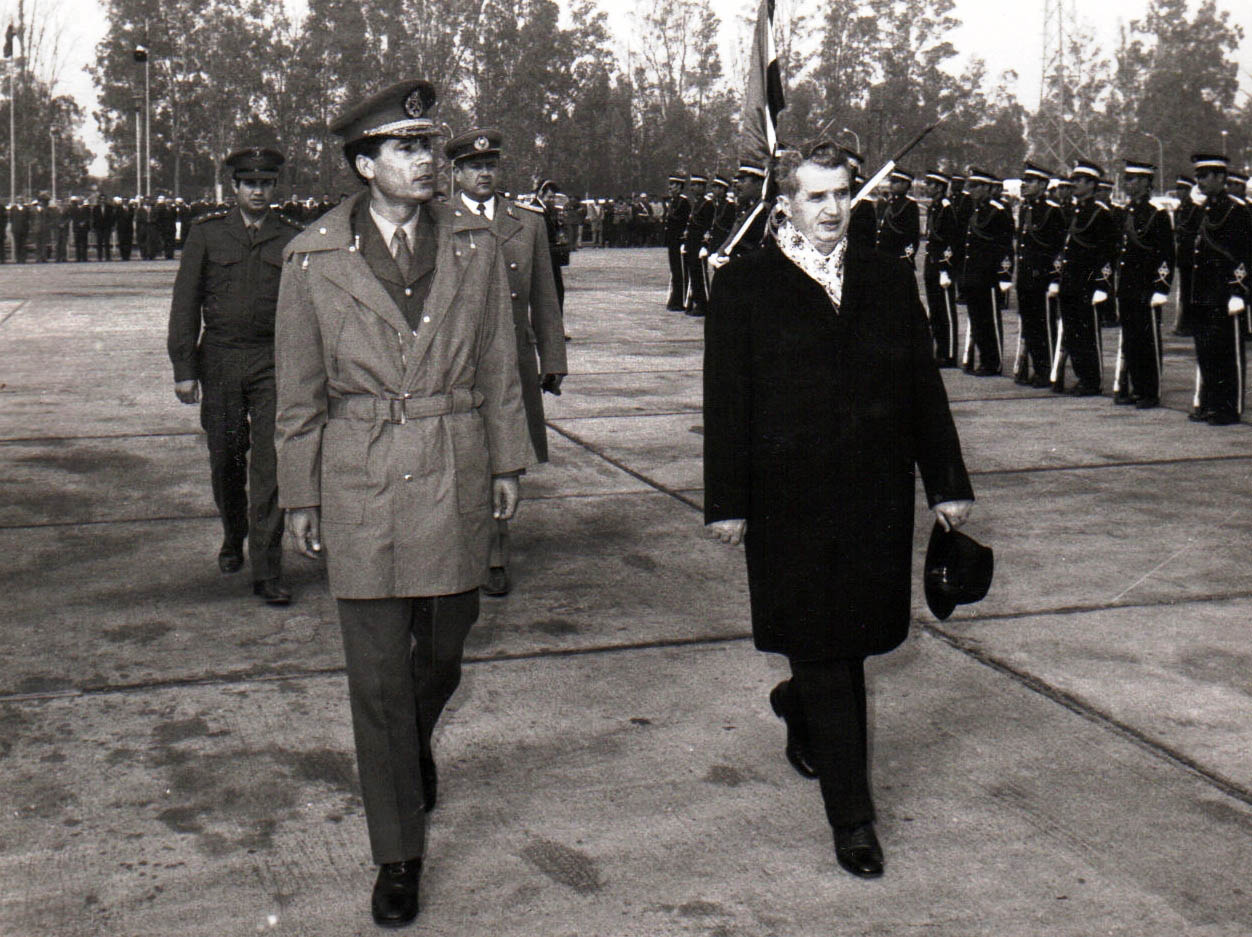
Kaddáfí a rumunský vůdce Nicolae Ceaușescu v Bukurešti roku 1974

V průběhu sedmdesátých a osmdesátých let 20. století udržoval poměrně dobré vztahy se Sovětským svazem a dalšími zeměmi socialistického bloku. Odborníci z těchto zemí se výraznou měrou podíleli na budování libyjského ropného průmyslu a infrastruktury. Uvedené státy byly také hlavními dodavateli zbraní pro libyjskou armádu a letectvo během studené války. Mezi tyto dodavatele patřila i ČSSR, která dodala do Libye těžkou výzbroj v řádech miliard korun. Československá výbušnina semtex, oficiálně nakoupená pro civilní účely, pak byla využívána při teroristických útocích. Dne 20. června 1978 převzal Kaddáfí při návštěvě ČSSR z rukou prezidenta Gustáva Husáka Řád Bílého lva I. třídy s řetězem.
Obchodní spolupráce postkomunistických zemí s Libyí ovšem stále pokračuje. Ruská federace nadále zůstává největším příjemcem libyjských výdajů na zbrojení.
Zemím bývalého východního bloku se však nevyhnuly projevy Kaddáfího nevypočitatelnosti. V roce 1998 se rozšířil v Bengházské nemocnici v důsledku tristních hygienických podmínek virus HIV mezi 426 dětmi, z čehož režim obratem obvinil čerstvý zahraniční personál. Pět bulharských sestřiček a palestinský lékař byli drženi od začátku roku 1999 ve vězení, navzdory expertním posudkům, které dokazovaly, že se děti nakazily virem ještě před jejich působením v nemocnici. Kaddáfí následně požadoval jako výkupné za jejich svobodu půl miliardy dolarů, která měla sloužit pro odškodnění rodin nemocných dětí. Během jejich pobytu ve vězení byli často vystaveni mučení a nelidskému zacházení. Zdravotnický personál byl nakonec propuštěn v roce 2007, výměnou za finanční ústupky evropských zemí.

### Vztahy safrickými státy
Neúspěšně se snažil o sjednocení Libye s ostatními arabskými zeměmi. Pokoušel se podpořit vojenský převrat v Egyptě a v Súdánu. Tato podpora vedla v roce 1977 až k vypuknutí čtyřdenní egyptsko-libyjské války. V roce 1981 vytvořil tzv. Islámskou legii sestavenou především z přistěhovalců ze Sahelu, která se zúčastnila několika konfliktů v regionu. Od sedmdesátých let 20. století se vojensky angažoval v sousedním Čadu a vznesl nárok na Aouzou, území o rozloze 100 tisíc km² při hranicích s Libyí bohaté zejména na uran. Ke stažení libyjských vojsk došlo až v roce 1994. V průběhu vlády vedl i neústupná jednání s Izraelem. Dlouhodobá nevraživost vůči Izraeli vyústila v roce 1995 v pohrůžky vyhnání 30 000 Palestinců ze země poté, co se OOP rozhodla vyjednávat s Izraelem o mírovém řešení jejich konfliktu v rámci dohody z Osla. Své výhrůžky začal záhy naplňovat. Kaddáfí prohlásil tento akt za službu palestinskému národu, neboť dle jeho slov sionisté plánovali vytvořit "Palestinu bez Palestinců", a zároveň vyzval ostatní arabské státy, aby jednaly stejně. Vyhánění Palestinců pokračovalo až do začátku roku 1997, celkový počet Palestinců, kteří byli donuceni opustit zemi, se odhaduje na 15 000.

### Vztahy s USA a západními státy
Stal se známým pro své nevypočitatelné a nepředvídatelné chování na mezinárodní scéně. Jeho vláda financovala mnoho revolučních či teroristických skupin po celém světě, včetně Černých panterů a Nation of Islam ve Spojených státech a Irské republikánské armády v Severním Irsku. Libye se tak dostala pod vedením Kaddáfího na seznam států podporujících terorismus, vedený americkým ministerstvem zahraničí, a to v roce 1979.
V roce 1986 jeho vláda dle dokumentů nalezených v archivu Stasi zorganizovala bombový útok na diskotéku La Belle v Západním Berlíně, při němž zemřeli tři lidé včetně amerických občanů, dále bylo zraněno 200 lidí. Po tomto teroristickém útoku došla USA trpělivost s Kaddáfího podporou terorismu, což vyústilo v odvetu Spojených států ve formě bombardování Tripolisu a Benghází, při kterém zahynulo přes 100 lidí a kde měla dle Kaddáfího tvrzení zemřít i jeho adoptovaná dcera Hanna.
Ohledně úmrtí Hanny však již od začátku existovaly rozpory. Noviny s odkazem na vládní úředníky udávaly rozdílný věk v době úmrtí (12 až 15 měsíců). Později byla objevena dokumentace jejího dalšího života. Hanna byla nejen zachycena na rodinném videu z doby po bombardování Tripolisu či při snídani na fotografii z roku 1999, ale též byly v Kaddáfího rezidenci objeveny její studijní výsledky z lékařské fakulty či certifikát studia angličtiny. Německým novinám Die Welt se pak podařilo získat i svědectví doktora, který se s ní setkal. Britské úřady si pak dokonce v roce 2010 vyměnily e-maily, které se zabývaly vydáním dvouletého víza pro Hannu.
Ani po bombardování se však Kaddáfí nedokázal vyhnout dalším aférám spojeným s terorismem. V prosinci 1988 se zřítilo v důsledku bombového útoku nad skotským městečkem Lockerbie letadlo Pan Am 103 s 259 cestujícími, dalších 11 lidí zahynulo pod troskami. Libye v té době svůj podíl na události odmítala, vinu přiznala až v roce 2003 ve snaze o sblížení se Západem, kdy se dodatečně zavázala vyplatit pozůstalým celkem 2,7 miliardy dolarů.
O rok později, 19. září 1989, se Libye pod Kaddáfího vládou podílela na útoku, který byl veden proti francouzskému letu UTA 772, při kterém zemřelo 170 lidí na palubě. Vinu přiznala Libye v roce 2003 společně s vinou na událostech z Lockerbie.
Za vlády Reagana a Bushe st. v USA se libyjsko-americké vztahy spíše horšily, než aby se věci hnuly a daly se do pořádku. USA po bombardování Tripolisu a Benghází tlačily na Libyi a chtěly po ní, aby se zbavila chemických zbraní. To však Kaddáfí kategoricky odmítl. Od nástupu Billa Clintona do prezidentské funkce v USA si Libyjci hodně slibovali od vylepšení vzájemných vztahů USA a Libye. Nicméně se spletli a Clinton pokračoval v politice proti Libyi jako jeho dva předchůdci.
Sblížení se Západem ukázala až jeho reakce na zářijové útoky na New York a Washington v roce 2001. Ostře je odsoudil a přislíbil pomoc v boji proti Al-Kajdě.
V říjnu 2003 pak byla zadržena námořní dodávka součástek centrifug, které by mohly být využity při obohacování uranu. Tato operace byla zprvu utajována. Nezávisle na této akci měla údajně probíhat neveřejná mezinárodní jednání o ukončení libyjského programu v oblasti zbraní hromadného ničení. Na konci roku Kaddáfí oznámil, že se jich vzdá. Teprve poté byla zpráva o úspěšném zadržení jaderného materiálu zveřejněna.
Téhož roku Libye rovněž odškodnila oběti různých teroristických činů, včetně pozůstalých obětí z Lockerbie či letu UTA 772. Na začátku roku 2004 pak Libye začala svůj program ZHN likvidovat a prohlásila, že se jej kompletně zbavila. V roce 2010 však sdělila, že jí přesto zůstala část obohaceného uranu, přičemž nabídla USA, že jej může odkoupit. Rozběhla se tak opětovná vyjednávání, během nichž byl uran uskladněn za špatných bezpečnostních podmínek na tripolském letišti. Nakonec jej ke konci roku Libye vyvezla do Ruska výměnou za 800 000 USD, vyplacených americkou vládou.
Od roku 2004 najímal Kaddáfí západní konzultační firmy se záměrem vylepšit pověst země. V rámci kampaně za vylepšení image platila Libye 3 miliony dolarů ročně za konzultace, brífinky, analýzy a také cesty významných osobností do Libye. Polovina článků a statí, které napsali hosté, vyzněla pro Libyi kladně. Součástí těchto snah bylo i lobbování představitelů americké vlády, členů kongresu a pracovníků ministerstva zahraničí.
Jedním z důsledků oteplení vztahů mezi Libyí a evropskými státy byl obnovený export zbraní do Libye z Evropské unie.
V roce 2006 byla Libye vyškrtnuta ze seznamu států podporujících terorismus, vedeného americkou vládou. To v praxi znamenalo uvolnění různých sankcí, které se jinak na tyto státy vztahují.
V roce 2019 vyšlo najevo, že kanadský premiér Justin Trudeau se snažil zabránit vyšetřování kanadské firmy SNC-Lavalin, která měla mezi lety 2001 až 2011 uplácet Muammara Kaddáfího ve snaze získat lukrativní zakázky v Libyi. SNC-Lavalin měla Kaddáfího rodině vyplatit na 48 miliard kanadských dolarů, tedy více než 750 miliard korun.

### Africká unie
V roce 2002 stál u zrodu Africké unie, jejíž snahou je postupná integrace afrických zemí. Na summitu v Addis Abebě v únoru 2009, kde byl zvolen jejím předsedou, se vyjádřil pro projekt Spojených států afrických.

## Občanská válka 2011

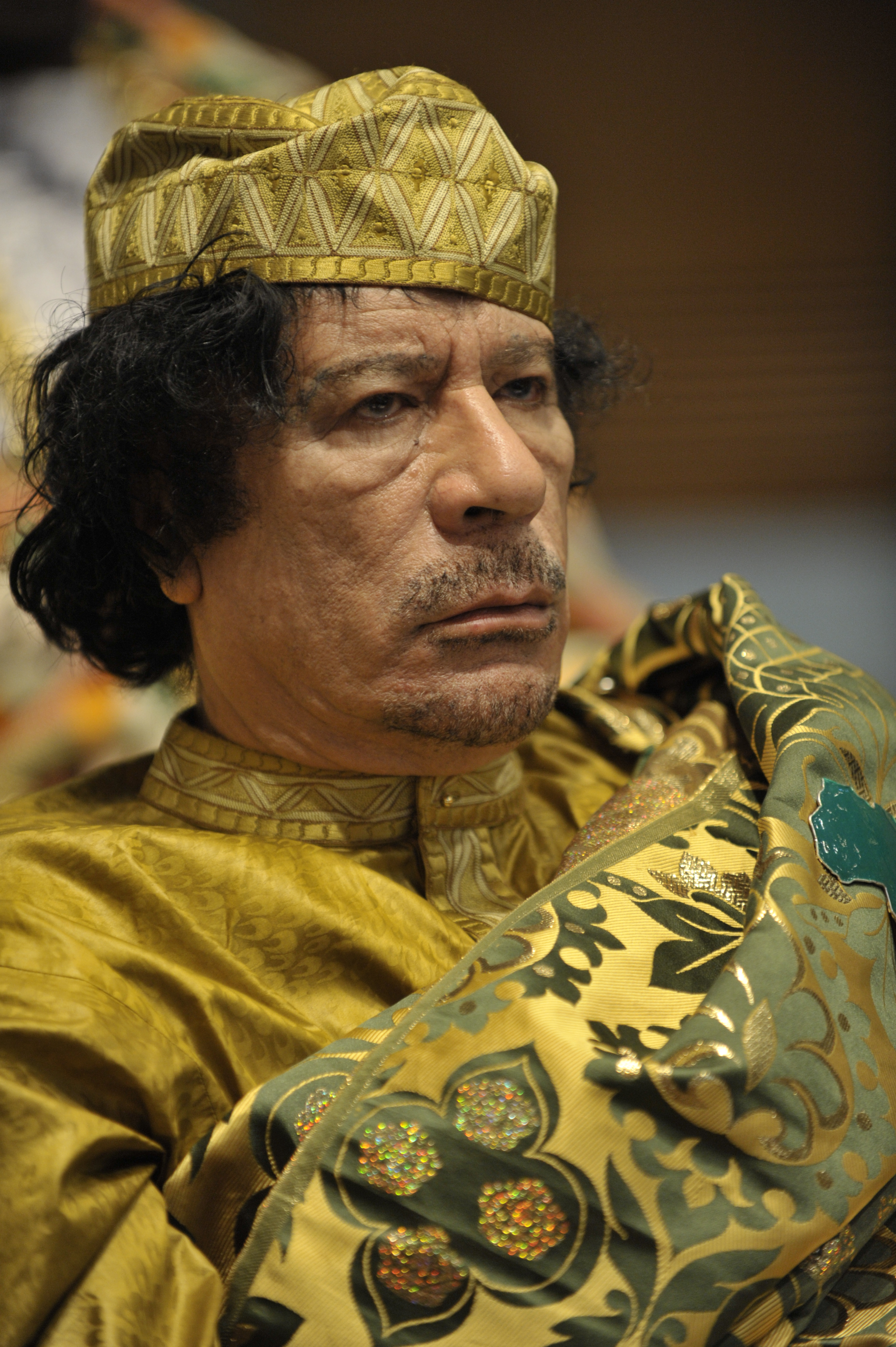
Muammar Kaddáfí v roce 2009

V únoru 2011 po masakrech civilního obyvatelstva propukla v Libyi občanská válka.
3. března Mezinárodní trestní soud v Haagu oznámil, že bude vyšetřovat Kaddáfího ze spáchání zločinů proti lidskosti.
17. března byla vydána rezoluce Rady bezpečnosti č. 1973, požadující okamžité příměří a opravňující státy OSN k přijetí všech nutných opatření k ochraně civilistů.
18. března Kaddáfí vyhlásil příměří, nicméně útoky na povstalecké pozice nadále pokračovaly. O den později započala pod vedením NATO mezinárodní vojenská intervence v Libyi.
18. června se dostaly na veřejnost zprávy o ukořistěných vojenských rozkazech vydaných vysoce postavenými generály Kaddáfího, které mají údajně svědčit o úmyslném páchání válečných zločinů.
27. června byl na Kaddáfího vydán zatykač Mezinárodního trestního soudu, stejně jako na jeho syna Sajfa Isláma a na šéfa libyjské rozvědky Abdalláha Sanúsího. Kaddáfí byl stíhán za vraždy, zatýkání a věznění stovek civilistů, kteří se postavili jeho vládě v polovině února. Kaddáfí se tak stal po súdánském prezidentu Bašírovi druhou hlavou státu v historii MTS, která byla stíhána za zločiny proti lidskosti.
Na podporu Kaddáfího probíhaly i vládou organizované demonstrace, které směřovaly proti NATO. V průběhu července 2011 se konalo několik demonstrací ve městech Tripolis, Zlitán, Tarhúna, Sabhá, Al-Khoms a v Syrtě. Demonstrace v Tripolisu se podle odhadů zdrojů nakloněných režimu zúčastnilo až 1,7 milionů demonstrantů, tedy údajně 95 % populace města.
Povstalci díky letecké podpoře ze strany států NATO postupně ovládli všechna města při pobřeží Středozemního moře, přičemž jako jedno z posledních padlo Tripolis. Dne 23. srpna povstalci dobyli Kaddáfího sídlo Báb al-Azízíju, aniž by v něm nalezli samotného diktátora, který nadále unikal. Dne 29. srpna Alžírské ministerstvo zahraničí oznámilo, že Kaddáfího příbuzní překročili v 8:45 (9:45 SELČ) hranici do Alžírska, kam prý uprchli jeho manželka Safíja, dcera Ajša a synové Hannibal i Muhammad. V Libyi tak nadále zůstával Kaddáfí osobně, Sajf Islám a Mutasím Kaddáfí. Dle prohlášení syrsko-irácké satelitní televize al-Raí, která zveřejňovala oficiální stanoviska vlády (včetně Kaddáfího projevů), byl téhož dne zabit u města Tarhúna Kaddáfího syn Chámis, velitel 32. Posílené brigády. 31. 8 Kaddáfí odmítl kapitulovat, ale místo jeho pobytu bylo neznámé.

## Smrt
Muammar Kaddáfí byl dopaden 20. října 2011 za úsvitu poblíž rodného města Syrta, když se skrýval v odpadové rouře poté, co se pokoušel uprchnout v konvoji aut, na který zaútočilo letectvo NATO. Povstalci byl postřelen do hlavy a hrudi. Zemřel na následky smrtelného střelného poranění; předtím byl lynčován davem. K vyšetření okolností jeho smrti vyzvala Amnesty International, neboť se na základě zveřejněných videí domnívá, že případné zabití Kaddáfího po jeho dopadení by mohlo představovat válečný zločin.
Jeho tělo bylo pohřbeno na neznámém místě v poušti dle islámských zvyklostí a za přítomnosti několika příbuzných.
Oslavování Kaddáfího a jeho éry bylo krátkou dobu po revoluci zakázáno z rozhodnutí Národní přechodné rady. Dne 14. června 2012 následně nejvyšší soud toto rozhodnutí zrušil, neboť dle jeho úsudku porušoval Ústavní deklaraci přechodné rady z 11. srpna 2011.